# Борківський Федір
Федір Борківський  (також Борковський 1902, Полтава — 4 квітня 1942 р., Полтава) — діяч Визвольних змагань 1917—1920 рр, пізніше діяч ОУН (фракція А. Мельника).

## Життєпис
Служив в армії, з 1917 рр. — старшина Української армії, командував 2-ю чотою Першого автопанцерного дивізіону (ком. підполковник Чорний), до складу якої, як і до двох інших чот, входили 2 кулеметні автопанцерники та один з кулеметами і гарматою. На початку січня 1918 р. був викликаний до Крутів, щоб протидіяти червоним силам, але через сніг панцерники не змогли взяти участь в бою. За кілька днів взяв участь у придушенні повстання більшовиків у Києві, де командував автопанцерними силами, що штурмували завод «Арсенал» 16-18 і 22 січня, при цьому 17 січня був важко поранений.
Проходив у справі Спілки визволення України, відбув 10 років у Соловецькому таборі особливого призначення. Після звільнення жив в Полтаві на вулиці Монастирській, 15. Напередодні радянсько-німецької війни працював бухгалтером Полтавського хлібзаводу.
З 1941 р. пристав до Похідних груп ОУН (фракція Мельника), які розшукали його за старими контактами. У жовтні 1941 р. німецька окупаційна влада призначила його першим міським головою Полтави. Брав участь в установчих зборах Української національної ради в Києві. Заснував місцеве відділення Українського Червоного Хреста (голова Галина В'юн).
До складу президії обласної ради входили молодий учитель Олександр Дигас, Петро Дейнеко, Іван Клименко, Олександр Шаруда, «Ярослав Мудрий», останній водночас був головою бандерівської групи активістів. Зв'язковим президії УНР в Києві і членом Полтавської обласної ради був Зенон Городиський.
Разом з Борківським до мельниківської фракції входили редактор обласного часопису «Голос Полтавщини» Петро Сагайдачний (псевдоним), начальник полтавської поліції, член ОУН ще з еміграції Петро Чуй та його заступник Мирошниченко.
Віктор Ревегук так описує його у своїй книзі «Полтавщина під німецькою окупацією»:
Борківський був чоловіком середнього зросту, середньої статури. Улітку він ходив у коричневому костюмі й такому ж капелюсі, а взимку носив дороге темно-сіре пальто з каракулевим коміром і таку ж саму шапку. Їздив голова міської управи кінним екіпажем з візником, без охорони.
10 березня 1942 р. за ініціативою Борківського в місті були влаштовані Шевченківські свята. Невдовзі після цього привів до присяги на вірність ОУН (м) місцеву ланку українських активістів.
Заарештований наприкінці березня 1942 р. разом з П. Дейнеко, Дигасом, Клименко та ін. і невдовзі страчений німцями за наступним звинуваченням:
Мер проводив у себе збори з прибічниками Бандери (так в оригіналі — насправді він був мельниківцем), в ході яких він пропагував ідею створення української армії для її боротьби з німецьким вермахтом.
Про обставини загибелі Ф. Борківського є коротка згадка в автобіографічному романі О. Мальченка (Олекси Ізарського). Галина В'юн у своїх спогадах вказувала, що українські патріоти стали жертвами радянської агентури, яка працювала в німецьких установах. М. Сарма-Соколовський наводить факти, згідно з якими принаймні одним зі зрадників був заступник начальника поліції Мирошниченко, який змінив на посаді Сагайдачного. На посаді міського голови його змінив Андрій Васильович Репуленко.
У 2018 р. в Полтаві з нагоди 80-річчя ОУН було вшановано пам'ять Борківського.